# Parafia Nawrócenia św. Pawła Apostoła w Bełżycach
Parafia Nawrócenia św. Pawła Apostoła w Bełżycach – parafia w archidiecezji lubelskiej w dekanacie Bełżyce. 
Parafia powstała najprawdopodobniej ok. 1417 roku. W tym czasie zbudowano również świątynię pw. Nawrócenia św. Pawła. W okresie reformacji Bełżyce były silnym ośrodkiem kalwinizmu. W XVI wieku właściciel Bełżyc Andrzej Bzicki zamienił kościół na zbór. Po 1644 roku świątynia przeszła ponownie w ręce katolików i po odnowieniu została konsekrowana przez biskupa chełmskiego Kazimierza Łubieńskiego w 1706. W 1918 utworzono dekanat Bełżyce (dawniej parafia należała do dekanatu chodelskiego).  
Archiwum parafialne zawiera m.in. stare księgi metrykalne od 1605. Aktualna kronika parafialna została założona w 1958 roku. 
Parafia dysponuje cmentarzem przy ul. Kościuszki.

## Proboszczowie i administratorzy parafii Bełżyce
Na przestrzeni lat parafią zarządzali:
1. Abraham - rok 1425
2. Augustinus - rok 1432
3. Abraham - 1433-1441
4. D. Gossko - 1441
5. Paulus - 1482-1496
6. Mattias - 1544
7. Marcus Ponjathowsky - 1546-1548
8. Jan Bzicki - 1554, brat właściciela, przeszedł na kalwinizm w1558 razem z większością mieszkańców, potem członek Kościoła Braci Polskich[2]
9. ks. Sebastian - 1605 (został wprowadzony Urząd Proboszcza w Matczynie z obsługą duchowną nad parafianami bełżyckimi, w Bełżycach kościół zajęty przez protestantów)
10. ks. Stanisław Sroczkowski - 1625-1627, zrezygnował z parafii
11. ks. Jan Izydor Florez - 1627-1640 (stara się o przłączenie Wojciechowa i Matczyna do parafii Bełżyce. 28.03.1629 r. bp krakowski Marcin Szyszkowski włączył Wojciechów do parafii Bełżyce i proboszczowie odtąd noszą tytuł proboszcza Bełżyckiego i Wojciechowskiego)
12. ks. Wojciechów Ościechowski - 1640-1655, dziekan chodelski
13. ks. Marek Niemierowski - 1661-1665
14. ks. Piotr Dobielowicz - 1665-1672, dziekan chodelski
15. ks. Wojciech Stanisław Radomski - 1672-1706, kanonik lubelski, dziekan chodelski; w roku 1706 zodnowiony kościół został konsekrowany przez bp chełmskiego Kazimierza Łubieńskiego.
16. ks. Michał de la Mars - 1706-1716,  kanonik chełmski, archidiakon lubelski
17. ks. Stanisław Szopiński - 1716-1721, kanonik lubelski, dziekan chodelski
18. ks. Błażej Józef Zmarzliński - 1721-1743
19. ks. Wawrzyniec Grabowski - 1753-1766
20. ks. Wojciech Urlitowski -1781-1790
21. ks. Walenty Lewandowski - 1791-1802
22. ks. Antoni Gomulski - 1806-1818
23. ks. Baltazar Koryciński - 1818-1855
24. ks. Michał Antulski - 1856-1883, dziekan lubelski, kanonik katedralny lubelski, wizytator zakonów.
25. ks. Paweł Krysztoszyk - 1884-1895, wikariusz przez dziesięć lat, potem mianowany proboszczem. Po 30 latach służby w parafii był zmuszony wyjechać z Bełżyc do Częstoborowic, gdzie zmarł po 4 latach.
26. ks. Antoni Lisowski - 1895-1899, odnowił kościół parafialny, zbudował nową, murowaną plebanią.
27. ks. Antoni Uziak - 1899-1902, sekretarz Kurii Biskupiej, Rektor kościoła św. Ducha w Lublinie, po wprowadzeniu do parafii zachorował i zmarł w wieku 45 lat. Pochowany na cmentarzu w Bełżycach, na jego mogile został wetknięty skromy, żelazny krzyż.
28. ks. Józef Sciopio del Campo - 1902-1905, prof. Seminarium Duchownego w Lublinie, rektor kościoła św. Józefa. Został mianowany dziekanem i proboszczem w Siedlcach, gdzie zbudował katedrę. Następnie wrócił na Lubelszczyznę na stanowisko proboszcza w Kraśniku.
29. ks. Władysław Wiśniowiecki - 1905-1918, wicedziekan lubelski (W 1918 roku utworzono parafię Wojciechów, odtąd proboszczowie nie noszą tytułu proboszcza Wojciechowskiego).
30. ks. Stanisław Siennicki - 1918-1932, kanonik zamojski, dziekan utworzonego dekanatu bełżyckiego, za jegpo proboszczowania wzniesiono dom dla służby kościelnej.
31. ks. Stanisław Borucki - 1933-1939, kanonik zamojski.
32. ks. dr Tomasz Wilczyński - 1939-1945, wicerektor seminarium duchownego w Lublinie, kanonik katedralny lubelski, w 1952 r. mianowany biskupem pomocniczym diecezji lubelskiej a w roku 1954 ordynariuszem diecezji warmińskiej.
33. ks. Władysław Bargieł - 1945-1957, kanonik zamojski, dziekan bełżycki, męczennik obozów koncentracyjnych.
34. ks. Tadeusz Jan Pelczar - 1957-1983, kanonik zamojski, wicedziekan bełżycki
35. ks.  Czesław Przech - 1983-2013, w latach 1979-1983 administrator parafii na prośbę ks. Tadeusza Jana Pelczara, z powodu złego stanu zdrowia, po 4 latach proboszcz.
36. ks. kan. Janusz Zań - od 1 lipca 2013 r.[3]

## Filie
kościoły filialne
- Kościół Matki Boskiej Miłosierdzia w Starych Wierzchowiskach,
- Kościół św. Jana Chrzciciela w Krzu.

kaplice na terenie parafii
- Bełżyce, ul. Lubelska, kaplica szpitalna pw. Miłosierdzia Bożego (1987)
- Bełżyce, ul. Szpitalna, kaplica szpitalna pw. MB Bolesnej (1988)
- Kierz, kaplica pw. św. Jana Chrzciciela (1985)
- Wierzchowiska, kaplica pw. MB Miłosierdzia (1985)

## Grupy parafialne
W obrębie parafii działają następujące grupy:
- Akcja Katolicka
- Bractwo Drzewa Krzyża Św.
- Chór parafialny „Lutnia”
- Katolickie Stowarzyszenie Młodzieży „Metanoia”
- Schola młodzieżowa „Laudate Dominum”
- Koło Przyjaciół Radia Maryja
- Lektorzy
- Ministranci
- Parafialny Klub Sportowy „VICTORIA”
- „Rosarium”
- Schola Dziecięca – Motylki

## Zasięg parafii
Chmielnik, Chmielnik-Kolonia, Jaroszewice, Kierz, Konstantynówka, Krężnica Okrągła, Podole, Skrzyniec-Kolonia, Wierzchowiska Dolne, Wierzchowiska Górne, Stare Wierzchowiska, Zagórze, Zalesie, Łączki.